# Айет
Айет (каз. Әйет, до 2018 г. — Тарановское) — село в Костанайской области Казахстана. Административный центр района Беимбета Майлина. Административный центр сельского округа Айет. Код КАТО: 396430100.

## География
Село расположено на правом берегу реки Аят, в 36 километрах к северу от города Лисаковска, в 95 километрах на юго-запад от областного центра города Костанай, в 18 километрах к северу от ближайшей железнодорожной станции Тобол.

## История
Село было основано в 1903 году. Первоначально называлось Викторовкой. В 1968 году было переименовано в Тарановское в честь героя гражданской войны и активного участника борьбы за установление советской власти в Костанае Лаврентия Тарана.

## Население
В 1999 году население села составляло 4480 человек (2232 мужчины и 2248 женщин). По данным переписи 2009 года в селе проживали 3952 человека (1871 мужчина и 2081 женщина).
На начало 2019 года население села составило 3221 человек (1556 мужчин и 1665 женщин).